# Sanny van Heteren
Sanny van Heteren (Winsen, 1977. június 9. –) német színésznő. Egyaránt szerepelt hollywoodi és német filmekben. Első szerepét a Ein Fall für TKKG: Drachenauge című filmben kapta, ahol Gabyt játszotta.